# 伊東拓馬
伊東 拓馬（いとう たくま、1990年6月21日 - ）は、日本のキックボクサー。千葉県千葉市出身。士道館橋本道場所属。

## 来歴
- 空手時代に士道館少年空手道選手権大会、MAC少年空手道大会で優勝を果たした。
- 2011年1月15日、MA日本バンタム級王座決定戦で高野ヨシと対戦し、1Rから得意の蹴りで試合を進め早々左ハイキックでダウンを奪い主導権を譲らないまま4RTKO勝ちを収め王座に就いた[1]。
- 2011年6月18日、日タイ国際戦でムエタイ選手エッガラート・ソー・デーダムロンと対戦し、序盤からローキックを当て続け4Rにローキックで2度のダウンを奪いTKO勝ちを収めた[2]。
- 2011年8月28日、「2011藤原祭り〜夏の陣〜」でWPMF日本バンタム級王者一戸総太と対戦し、序盤からパンチの猛攻を受けるが得意の蹴り技で応戦し三者三様のドロー判定となった[3]。
- 2011年10月9日、MA日本キックボクシング連盟「BREAK-18〜Sils〜」でMA-KMA韓国バンタム級1位ノ・ミンウと対戦し、最終Rまで主導権を握ったまま試合終了間際に右肘でダウンを奪い大差判定勝ちを収めた[4]。

## 戦績

### プロキックボクシング
| キックボクシング 戦績 | キックボクシング 戦績 | キックボクシング 戦績 | キックボクシング 戦績 | キックボクシング 戦績 | キックボクシング 戦績 | キックボクシング 戦績 |
| --------------------- | --------------------- | --------------------- | --------------------- | --------------------- | --------------------- | --------------------- |
| 26 試合               | (T)KO                 | 判定                  | その他                | 引き分け              | 無効試合              |                       |
| 19 勝                 | 9                     | 10                    | 0                     | 2                     | 0                     |                       |
| 7 敗                  | 0                     | 0                     | 0                     | 2                     | 0                     |                       |

| 勝敗 | 対戦相手                         | 試合結果                                      | 大会名                                                                                                | 開催年月日     |
| ○    | ノ・ミンウ                       | 5R終了 判定3-0                                | MA日本キックボクシング連盟「BREAK-18〜Sils〜」                                                        | 2011年10月9日  |
| △    | 一戸総太                         | 5R終了 判定1-1                                | 「2011藤原祭り〜夏の陣〜」其の弐                                                                      | 2011年8月28日  |
| ○    | エッガラート・ソー・デーダムロン | 4R 0:57 TKO（レフェリーストップ：ローキック） | MA日本キックボクシング連盟「BREAK-14〜IRIS〜」                                                        | 2011年6月18日  |
| ○    | 幸二郎                           | 5R 1:28 TKO（肘によるカット）                 | MA日本キックボクシング連盟「BREAK-11〜NEXUS〜」                                                       | 2011年3月26日  |
| ○    | 高野ヨシ                         | 4R 1:34 TKO（タオル投入：ローキック）         | MA日本キックボクシング連盟「BREAK-8〜士道館新春興行〜」 【MA日本バンタム級王座決定戦】                | 2011年1月15日  |
| ○    | 島んちゅ泰                       | 5R終了 判定2-1                                | MA日本キックボクシング連盟「BREAK-7〜トリプルタイトルマッチ〜」 【MA日本バンタム級王座決定戦 準決勝】 | 2010年11月27日 |
| ○    | 大原清和                         | 3R終了 判定3-0                                | MA日本キックボクシング連盟「BREAK-5〜MA日本ライト級王座決定戦準決勝〜」                               | 2010年8月15日  |
| ○    | 勇児                             | 3R終了 判定3-0                                | MA日本キックボクシング連盟「BREAK-2〜WMAF世界フェザー級タイトルマッチ＆ウェルター級王座決定戦〜」     | 2010年5月30日  |
| ○    | 深堀ヒロシ                       | 3R終了 判定2-0                                | MA日本キックボクシング連盟「FIGHTERS GATE-7〜夢の扉を開け〜」                                         | 2010年3月27日  |
| ○    | カズ仲村渠                       | 3R終了 判定3-0                                | MA日本キックボクシング連盟「BREAK THROUGH-14〜突破口〜」 【新人王トーナメント 決勝】                  | 2009年12月4日  |
| ○    | KINJO                            | 3R 0:56 TKO（左膝によるカット）               | MA日本キックボクシング連盟「FIGHTERS GATE-6〜夢の扉を開けろ〜」 【新人王トーナメント 準決勝】         | 2009年9月20日  |
| ○    | 大沢享之                         | 3R終了 判定3-0                                | MA日本キックボクシング連盟「FIGHTERS GATE-5〜夢の扉を開けろ〜」 【新人王トーナメント 2回戦】          | 2009年7月19日  |
| ○    | 村上晋大                         | 2R 1:13 KO（ローキック）                      | MA日本キックボクシング連盟「FIGHTERS GATE-3〜夢の扉を開けろ〜」                                       | 2009年3月8日   |

## 獲得タイトル
- 第16代マーシャルアーツ日本キックボクシング連盟バンタム級王座
- マーシャルアーツ日本キックボクシング連盟 2009年 バンタム級 新人王

＊　イノベーション初代バンタム級王者
＊　WBCムエタイ日本バンタム級王者